# La casa senza tempo
Pour plus de détails, voir Fiche technique et Distribution.
La casa senza tempo est un film italien réalisé par Andrea Forzano (crédité comme Andrea Della Sabbia), sorti en 1945.

## Synopsis
Une puissance étrangère charge ses espions d'entrer en possession de plans militaires concernant la fabrication d'un nouvel avion. Après de nombreuses péripéties, l'ennemi est anéanti.

## Fiche technique
- Titre : La casa senza tempo
- Réalisateur : Andrea Forzano (Andrea Della Sabbia)
- Scénario : Andrea Forzano (Andrea Della Sabbia)
- Scénographie : Antonio Valente
- Photographie : Manfredo Bertini
- Monteur : Andrea Forzano
- Musique : Franco D'Achiardi
- Producteur : Consorzio Tirrenia
- Distribution : Ente Nazionale Industrie Cinematografiche (it) (ENIC)
- Couleur : B/N
- Audio : sonore
- Genre : Dramatique, espionnage, science-fiction
- Durée : 85 min
- Pays :  Royaume d'Italie
- Date sortie : 25 octobre 1945

## Distribution
- Rossano Brazzi : capitaine Paolo Sivera
- Vivi Gioi : Anna Mendes / Marta
- Guido Notari (it) : Antonio
- Lia Orlandini : mère d'Anna
- Ugo Sasso (it) : Blasco
- Carlo Romano : Giovanni
- Mario Siletti : Miguel Baroja

## À noter
- Le film est tourné dans les studios Pisorno à Tirrenia avant le 25 juillet 1943, mais sort en salles après la fin de la guerre, fin 1945.
- À l'origine, le film qui traitait un sujet de propagande belliqueuse fasciste a été transformé au montage pour le rendre acceptable à la sensibilité du public de l'après-guerre en changeant l'identité de l'« ennemi ».
- Le réalisateur crédité Andrea Della Sabbia est en réalité Andrea Forzano, fils de Giovacchino Forzano.